# Sphingnotus mirabilis
Sphingnotus mirabilis es una especie de escarabajo longicornio del género Sphingnotus, tribu Tmesisternini, orden Coleoptera. Fue descrita por Boisduval en 1835.

## Descripción
Mide 21-39 mm de longitud.

## Distribución
Se distribuye por Indonesia (Java) y Papúa Nueva Guinea.